# 정준길
정준길(鄭濬吉, 1966년 5월 17일)은 현 새누리당의 2020년 1월7일 당대표 직무대행으로 가처분소송에 의해 선임되었다가 2020년 2월 12일 해임되었다. 정치인이자 전직 검사, 현 변호사이다. 과거 구 새누리당(자유한국당) 광진구 을 당협위원장이었다.
법원 가처분소송의 결정으로 새 새누리당의 안태식 대표의 직무가 정지되면서 법원이 보수적 성향의 변호사인 1월 7일 정준길을 직무대행으로 선임하였고, 이후 1월 21일 자유한국당을 탈당해 새누리당에 입당했다.
2020년 2월 12일에 해임되었다.
가처분소송의 이의신청에 의해 이 결정은 취소되었다. 2020년 4월27일 제명되었다.

## 학력
- 세종대학교 부설 세종초등학교 졸업
- 건국대학교 부속중학교 졸업
- 건국대학교 부속고등학교 졸업[2]
- 서울대학교 법과대학 공법학과 졸업(86학번)[3][4]

## 경력
사법 고시 35회 합격자이다. 2002년 대통령선거에서 구 한나라당 (새누리당)의 대선자금 비리 수사를 맡았다. 그리고 대한변호사협회 대변인, CJ그룹 임원(경영전략기획담당, 전략구매실장) 등을 지냈으며, 법무법인 광장, 법무법인 에이스 등을 거쳐 현재 법무법인 화인의 대표변호사를 맡고 있다.
- 2003년 ~ 2005년 : 대검찰청 중앙수사부 공적자금합동수사팀 검사
- 서울중앙지방검찰청 특수부 검사
- CJ그룹 경영전략지원담당
- 2005년 12월 : CJ그룹 전략구매실 실장
- 건국대학교사범대학부속고등학교 총동문회 회장
- 건국대학교 총동문회 부회장
- 2008년 5월 : 법무법인 광장 파트너 변호사
- 2011년 3월 : 대한변호사협회 수석대변인
- 2011년 4월 : 한나라당 정보분과위원회 부위원장
- 2011년 11월 : 국민희망포럼 법무실장
- 2012년 5월 : 법무법인 푸르메 변호사
- 2012년 9월 : 새누리당 박근혜 대통령 후보 대선기획단 공보위원
- 2013년 8월 ~ 2014년 8월 : 새누리당 서울시당 대외협력위원회 위원장
- 카카오(주) 법률고문
- SBS 법률고문
- 2014년 1월 : 법무법인 화인 대표변호사
- 2014년 8월 : 새누리당 수석부대변인
- ~ 2017년 2월 : 새누리당 서울특별시당 광진구을 당원협의회 운영위원장
- 2017년 2월 ~ 2018년 1월 : 자유한국당 서울특별시당 광진구을 당원협의회 운영위원장
- 2017년 2월 ~ 2017년 7월 : 자유한국당 대변인
- 2018년 1월 ~ : 법무법인 해 대표변호사

## 사건·사고 및 논란

### 검사 근무 당시 정치적 발언 논란
2003년 대선 수사 당시 울산지검에서 대한민국 검찰청 중앙수사부(중수부장:안대희)에 파견 나가 있던 정준길검사는 한나라당에 충성하지 말고 새로운 물결에 동참하라는 말을 한나라당 후원회 박중식 부장에게 했다는 주장이 있어 논란이 됐다. 이에 당시 한나라당 이재오(李在五) 사무총장은 정준길검사의 보직 해임을 촉구했다. 그러나, 이와 같은 주장은 당시 거액의 불법대선자금 수사로 공경에 처한 한나라당이 발언의 내용을 왜곡 확대해석한 것이었으며 나중에 유아무야 되었다

### 안철수 측근에 대선 출마 중단 요구 협박 의혹
2012년 새누리당에 영입된 이후, 새누리당 대통령선거 후보의 유력한 경쟁자인 안철수측을 돕고있는 금태섭 변호사에게 안철수의 비위 문제를 폭로할 것이니 불출마하라는 협박을 했다는 주장이 제기되었다. 금태섭은 9월 6일 15시 기자 회견을 열고 9월 4일 정 위원의 전화를 받았는데 거기에는 '안랩이 만들어진 직후 1999년 산업은행으로부터 투자를 받았을 때 투자팀장에게 뇌물을 공여했다', '안철수 원장이 최근까지 목동에 거주하는 음대출신 여성과 사귀고 있었다'는 내용이었으며 '우리가 조사해서 다 알고있다.', '그걸 터뜨릴 것이기 때문에 나오면 죽는다'고 말했다고 밝혔다.  정준길은 "7분 동안 대화를 하였는데, 금태섭 변호사가 대화하였다는 내용은 3~40초에 불과하다. 대학 친구인 금 변호사에게 의혹이 있으니 잘 대비하라는 취지로 이야기한 것인데, 당시 안철수에 대한 검증 공세가 강화되자 통화 사실을 과장, 왜곡하여 정치적으로 악용한 것에 불과하다."고 해명했다. 실제 한 시민에 의해 정준길 위원에 대해서는 강요죄로, 금태섭 변호사에 대해서는 허위사실에 의한 명예훼손으로 고발되었으나, 검찰에서 정준길 위원에 대해서는 혐의없음, 그리고 금태섭 변호사에 대해서는 피해자인 정준길 위원의 처벌불원 의사 표시로 공소권없음 처리되었다. 한편 당시 금 변호사는 이 사건은 국가기관이 정치사찰을 벌이고 여당에 전달하는 것이 아닌가 하는 의혹을 제기하였으나, 만약 정치사찰을 한 것이라면 그 의혹이 사실이라는 전제가 성립되어야 하는 것이고, 사실이 아니라면 이에 대해 정치사찰을 했다는 말 자체가 근거가 없는 것이라는 지적이 있었다.

## 같이 보기
- 금태섭
- 추미애

## 역대 선거 결과
|  | 38.95% |

|  | 37.18% |

## 참고 자료
- 트위터